# ノーザン・シティ線
ノーザン・シティ線（ノーザン・シティせん、英語：Northern City Line）は、ロンドン市内のムーアゲートとフィンズベリー・パークを結ぶ鉄道路線である。ムーアゲートとドレイトン・パークの間は地下を走り、ドレイトン・パークからフィンズベリー・パークの南でイースト・コースト本線に合流する地点までは切取の中を走る。グレート・ノーザン・ルートの一部として、ロンドン北部近郊からイギリスの主要な金融街であるシティ・オブ・ロンドン（シティ）への輸送を担い、平日は22時ごろまで列車が運行されるが、休日はシティにある会社の多くが休みとなるため、ノーザン・シティ線には列車が走らず、ロンドン北部からグレート・ノーザン・ルートを通ってきた列車はすべてキングス・クロスに入る。
ノーザン・シティ線はかつてはロンドン地下鉄であり、メトロポリタン又はノーザンの一部として扱われてきたが、どちらの路線とも線路が接続していたことはない。1976年にイギリス国鉄に譲渡され、民営化後はネットワーク・レールが保有するナショナル・レールの一部となっている。ゴヴィア・テムズリンク・レールウェイによって「グレート・ノーザン」ブランドの列車が運行されており、ムーアゲートからフィンズベリー・パークを経由してウェリン・ガーデン・シティ、ハートフォード・ノース、レッチワース・ガーデン・シティに直通する。
この路線の名前は何回か変更されているため、本文中では特に必要がない限り1976年以降の呼称である「ノーザン・シティ線」を使用する。

## 歴史
ノーザン・シティ線はグレート・ノーザン・アンド・シティ鉄道（英語：Great Northern & City Railway、GNCR）が計画し、認可を受けたグレート・ノーザン鉄道のフィンズベリー・パークから分岐してシティ・オブ・ロンドンのムーアゲートを結ぶ路線を起源とする。当時ロンドン市内各地で建設されていた地下鉄路線と同様、シールド工法によって建設されたが、セントラル・ロンドン鉄道など他の路線が内径12フィート (3.7 m)のトンネルを採用した一方、グレート・ノーザン・アンド・シティ鉄道は本線鉄道の標準車両が通過できるよう内径16フィート (4.9 m)のトンネルを採用している。1904年、グレート・ノーザン鉄道のフィンズベリー・パーク駅の地下に新設した駅を北の起点にグレート・ノーザン・アンド・シティ鉄道が開業したが、グレート・ノーザン鉄道はグレート・ノーザン・アンド・シティ鉄道経由でシティに乗り入れる計画に難色を示すようになり、自社路線の電化計画も撤回したため、開業した路線は他の路線と線路がつながらない孤立した路線となった。グレート・ノーザン・アンド・シティ鉄道の電化方式は他の地下鉄路線とは異なり、走行用レールの外側にプラス 420 V、2本の走行用軌道の中央にマイナス210 Vが印加された給電用レールを配置するものとなった。
グレート・ノーザン・アンド・シティ鉄道は1913年にメトロポリタン鉄道に買収され、サークル線、ウォータールー&シティー線と接続することが計画されたが、実現しなかった。グレート・ノーザン・アンド・シティ鉄道だった路線は他の地下鉄路線と直通運転をしない孤立した路線として残され、車両はドレイトン・パーク駅に設けられた車両基地で保守され、同駅近くの貨物駅を通じて他の路線の車両との入れ替えが行われていた。
グレート・ノーザン・アンド・シティ鉄道の発電所はメトロポリタン鉄道への買収の際に廃止され、建物はゲインズボロ・ピクチャーズのスタジオに転用された。その後長期間未利用で放置されていたが、短期間アルメイダ・シアターとして利用された後解体され、集合住宅となっている。
1933年にメトロポリタン鉄道が他のロンドン市内の公共交通機関運営会社と共にロンドン旅客運輸公社に吸収されると、ノーザン・シティ線はエッジウェア - モーデン線の一部になり、1937年以降は路線の改名によりノーザン線の一部となった。公社が1935年に発表したニュー・ワークス・プログラムの一環であるノーザン・ハイト計画によって、ノーザン・シティ線はロンドン旅客運輸公社に吸収され、電化が計画されていたもとエッジウェア・ハイゲート・アンド・ロンドン鉄道の路線であるアレクサンドラ・パレス、ハイ・バーネット、エッジウェアへの支線とフィンズベリー・パークで接続することとされた。アーチウェイから同じく公社に吸収されていたもとチャリングクロス・ユーストン・アンド・ハムステッド鉄道の路線を延伸して、ハイゲートの北でもとエッジウェア・ハイゲート・アンド・ロンドン鉄道の路線と接続することも併せて計画された。ノーザン・ハイト計画の一部が行われた時点で第二次世界大戦が勃発し、ハイゲートまでの路線の電化は実現したが、ノーザン・シティ線をハイゲートまで延伸してノーザン線に接続する工事は延期され、戦後に中止されている。

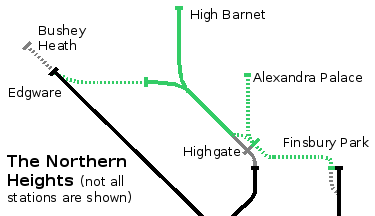
1930年代のノーザン・ハイト計画を示す図。ノーザン・シティ線はアレクサンドラ・パレス、ブシー・ヒース、ハイ・バーネットに伸びることになっていた。緑の実線で描かれた路線はもとエッジウェア・ハイゲート・アンド・ロンドン鉄道の路線で、ロンドン地下鉄に編入され、現存するものを示している。ハイゲートからフィンズベリー・パークへの路線はこの時点で存在していたが、ロンドン地下鉄には編入されないまま、1954年に旅客営業が廃止されている。ノーザン・シティ線の車両のハイゲート車両基地への入出庫に使用された後、1970年に廃止された。

戦後、ノーザン・シティ線を南と北の双方に延伸する計画がたてられた。1949年にまとめられた提言には新路線の建設と既存線の電化が盛り込まれ、AからMの計画名がつけられていた。優先度が低い路線として提言されたJ計画にこの路線を南のウーリッジまでの延伸が、K計画に同じく南の水晶宮までの延伸が盛り込まれた一方、北側ではノーザン・ハイト計画を再開してエッジウェア、アレクサンドラ・パレスへ延伸することが提言された。この計画では、ムーアゲートから南、バンク、ロンドン・ブリッジまでの区間は断面の小さな既存のトンネルを経由するものとされた。K計画の路線はペックハムの下を通ってペックハム・ライにいたり、ロードシップ・レーン付近で1949年当時はまだ運行されていた, 水晶宮線に接続するものとされた。この提言に盛り込まれた路線で実現したものはなく、エッジウェア、アレクサンドラ・パレス、水晶宮への路線は1954年に旅客営業が廃止されたため、ノーザン・シティ線は孤立した路線のままで残ることになった。
フィンズベリー・パーク - ドレイトン・パーク間は1964年にヴィクトリア線にフィンズベリー・パークのホームを明け渡すために廃止された。フィンズベリー・パークのピカデリー線ホームは改修され、ピカデリー線とヴィクトリア線の北行列車が使用するよう、ノーザン・シティ線のホームはピカデリー線とヴィクトリア線の南行列車が使用するよう変更された。ハイベリー・アンド・イズリントン駅のホームも同時に改修され、ノーザン・シティ線の北行列車は新設されたヴィクトリア線の北行ホームの向かいのホームを使用、ノーザン・シティ線の南行列車は従来のホームを使用するものの、ノーザン・シティ線の北行列車が使っていたホームをヴィクトリア線の南行列車が使用するよう変更されたため、両方向ともヴィクトリア線と対面乗換が出来るようになった。ムーアゲートからフィンズベリー・パークに向かう乗客は、ハイベリー・アンド・イズリントンで対面乗換とはいえ、ヴィクトリア線に乗り換える必要が発生した。
1970年にこの路線は「ノーザン線（ハイベリー支線）」に改名されたが、同じころにイギリス国鉄に編入、イースト・コースト本線の強化策の一環としてフィンズベリー・パークの地上ホームでイースト・コースト本線と接続する合意がなされた。この計画により、ノーザン・シティ線は構想から70年を経て当初計画通りの姿になることとなった。キングス・クロスの混雑緩和のため、通勤列車の一部がノーザン・シティ線を経由してムーアゲートに向かうこととされた。
ロンドン地下鉄としての運行は1975年10月で終了し、イギリス国鉄の一路線として1976年8月に運行を再開、ノース・ロンドン線シティ支線経由ブロード・ストリート行きの列車がノーザン・シティ線経由に変更され、イースト・コースト本線からノーザン・シティ線に直通する列車には「グレート・ノーザン・ルート」の通称がつけられた。1994年、イギリス国鉄の民営化により路線はレールトラックの所有に移り、2002年からは経営形態の変更によりナショナル・レールが所有している。2014年からはゴヴィア・テムズリンク・レールウェイが「グレート・ノーザン」のブランド名でウェリン・ガーデン・シティやハートフォード環状線のハートフォード・ノース駅までの列車を運行している。これらの一部にはハートフォード・ノースを越えてスティーヴネージ、ヒッチン、レチワースまでの列車もある。「ノーザン・シティ線」の呼称はこの路線の地下を走る区間の名前として使われる。

## 事故

### ムーアゲート事故
1975年2月28日にムーアゲート駅の車止めを列車が突破し、壁に激突する事故が発生し、43人が死亡、74人が負傷した。ムーアゲート事故と呼ばれるこの事故の原因は、事故を起こした車両（ロンドン地下鉄1938形電車）に原因が発見されなかったことから運転士の操作ミスとされているが、不詳である。

### トンネル貫通事故
2013年3月8日、オールド・ストリート駅とエセックス・ロード駅の間、ハックニー区イースト・ロードのトンネル上13メートルの場所で杭打ち工事を行っていたところ、トンネルに杭が貫通し、列車の運行に支障する事態となった。トンネルの異常に気付いた運転士の機転によって列車に被害が及ぶことは避けられたが、復旧までの数日間列車が運休した。鉄道事故調査部会による調査により、ネットワーク・レールによるインフラの保全不足、工事請負業者の注意不足、地元自治体の確認不足が原因であると断定された

## 現在の運行車両
フィンズベリー・パーク駅 - ドレイトン・パーク駅の間は交流25 kV（50 Hz）架空電車線方式、地下区間であるドレイトン・パーク駅 - ムーアゲート駅間は直流750 V第三軌条方式で電化されているため、両方の電化方式の区間を直通できる313形電車及び717形電車が使用されている。単線の地下トンネルを運行する列車には列車両端に非常用脱出口を設ける必要があることに加え、直通750 Vの区間で運転される列車の電動車は電気的に分離することが求められ、電動車間に高圧引き通し線を設けることが出来ないなどの規定がある。ノーザン・シティ線で運行される313形電車はロンドン側にBエンドの制御電動車が連結され、直流区間での最高速度が時速30マイル（約48 km/h）に制限されている。313形は2019年夏までに717形へ置き換えられる予定である。

## 輸送実績
2002年4月から2013年3月までの各年の各駅の利用人員は下表のとおり。いずれの年も4月に始まり、3月に終わる12カ月を1年としている。
| 利用客数 | 利用客数  | 利用客数  | 利用客数  | 利用客数  | 利用客数   | 利用客数  | 利用客数  | 利用客数  | 利用客数   | 利用客数   | 利用客数 |
| 駅名 | 2002–03   | 2004–05   | 2005–06   | 2006–07   | 2007–08    | 2008–09   | 2009–10   | 2010–11   | 2011–12    | 2012–13    | 2013–14  |
| --- | --------- | --------- | --------- | --------- | ---------- | --------- | --------- | --------- | ---------- | ---------- | -------- |
| フィンズベリー・パーク                                                                                               | 3,006,865 | 5,021,634 | 5,041,828 | 5,875,109 | 5,545,881  | 5,492,164 | 6,566,019 | 7,337,297 | 6,448,792  | 6,430,270  |          |
| ドレイトン・パーク                                                                                                   | 164,459   | 129,849   | 118,426   | 288,324   | 279,243    | 261,164   | 338,246   | 478,144   | 505,230    | 552,840    |          |
| ハイベリー・アンド・イズリントン                                                                                     | No data   | No data   | No data   | 4,809,098 | 4,751,391  | 4,173,338 | 5,668,133 | 7,625,235 | 11,800,800 | 14,695,098 |          |
| エセックス・ロード                                                                                                   | 356,425   | 118,145   | 115,680   | 274,645   | 384,504    | 336,338   | 401,718   | 474,340   | 482,764    | 521,464    |          |
| オールド・ストリート                                                                                                 | No data   | No data   | No data   | 733,612   | 813,166    | 827,762   | 1,326,797 | 1,434,785 | 1,336,722  | 1,396,260  |          |
| ムーアゲート | 832       | 7,135,238 | 7,263,068 | 9,235,925 | 10,108,616 | 9,373,435 | 6,736,698 | 7,187,012 | 7,860,382  | 7,997,460  |          |
| 年間の利用客数は、切符の販売枚数による。この統計値は駅を発着する旅客数を示し、4月から始まる1年で集計したものである。 |           |           |           |           |            |           |           |           |            |            |          |